# Walther Negrão
Walther Negrão (Avaré, 24 maggio 1941) è uno sceneggiatore, autore televisivo e attore brasiliano.

## Biografia
Trasferitosi quattordicenne con la famiglia a  San Paolo ha studiato recitazione con le attrici-insegnanti Célia Rodrigues e Vida Alves. Inizialmente è stato attore nel teleteatro di Rede Tupi nonché articolista per il giornale Ultima Hora e per la rivista femminile Claudia.
Nel 1958, ancora legato per contratto a Rede Tupi, ha appositamente elaborato alcuni lavori teatrali per l'emittente; forte del successo ottenuto, si dedicherà sempre più spesso alla scrittura. Dopo aver realizzato alcuni radiodrammi, è passato a Rede Record, per la quale ha composto nel 1964 la telenovela Renuncia. In seguito ha firmato  Os Miseráveis, la prima novela trasmessa da Rede Bandeirantes, basata sul capolavoro di Victor Hugo, I miserabili.  Dagli anni 70 collabora prevalentemente con Rede Globo, per la quale ha sceneggiato numerose telenovelas tra cui Samba d'amore (affiancando l'autore principale Carlos Eduardo Novaes), Mamma Vittoria, Garibaldi, l'eroe dei due mondi (insieme alla scrittrice del romanzo omonimo, Leticia Wierzchowski), O Amor E Nosso, Como uma onda. Ha anche preso parte ad alcuni film.